# 悉尼 (伊利諾州)
悉尼（英語：Sidney）是位於美國伊利诺伊州尚佩恩縣的一個村落。

## 地理
悉尼的座標為40°01′28″N 88°04′22″W / 40.02444°N 88.07278°W，而該地最高點為海拔高度200米（即656英尺）。

## 人口
根據2010年美國人口普查的數據，悉尼的面積為1.65平方千米，當中陸地面積為1.63平方千米，而水域面積為0.02平方千米。當地共有人口1233人，而人口密度為每平方千米747人。